# خیارهای دریایی پرشاخک
خیارهای دریایی پرشاخک، (نام علمی: Pelagothuriidae) نام یک تیره از راسته خیارهای دریایی شگرف است.